# Арисон, Микки
Микки Арисон (англ. Micky Arison, род. 29 июня 1949 года) — американский предприниматель израильского происхождения, главный исполнительный директор крупнейшего в мире круизного оператора Carnival Corporation, а также владелец команды Национальной баскетбольной ассоциации «Майами Хит». Член баскетбольного зала славы с 2025 года.

## Биография
Микки Арисон — сын Теда Арисона, который совместно с Мешуламом Риклисом основал компанию Carnival Corporation. Его сестра — Шари Арисон. Проживает во Флориде в городе Бел-Харбор. Владеет двумя двухсотфутовыми яхтами на которых и живёт. Учился в Майамском университете, но обучение не закончил.
В 2011 году журнал Forbes оценил его состояние в 5,9 млрд долларов, поставив на 169 место в списке самых богатых людей в мире.
В 1995 году Арисон стал владельцем баскетбольной команды «Майами Хит». С момента его покупки, клуб трижды становился чемпионом НБА: в 2006, 2012 и 2013 годах.
Микки женат на Мэделин Арисон в браке с которой у них родилось двое детей. Один из них — Ник — занимает должность CEO в «Майами Хит».